# Giulio Ricciarelli
Giulio Ricciarelli (* 2. August 1965 in Mailand) ist ein in Deutschland lebender  italienischer Schauspieler, Regisseur und Filmproduzent.

## Karriere
Nach seiner Ausbildung an der Münchner Otto-Falckenberg-Schule (1985–1987) begann Ricciarelli seine Karriere auf der Bühne. So war er 1989/1990 am Theater Basel engagiert; 1991 spielte er unter anderem am Staatstheater Stuttgart und am Theater Oberhausen; 1992 folgte ein zweijähriges Engagement am Schauspiel Bonn. Am Bayerischen Staatsschauspiel München spielte er 1994/1995 unter anderem den Alba in Don Karlos sowie unter der Regie von Jérôme Savary die Hauptrolle Jean in Zazou. In diese Zeit fiel auch seine erste Hauptrolle in einem Fernsehfilm, der Tonino in Tonino und Toinette von Xaver Schwarzenberger. Ab 1995 folgten Rollen in Serien wie Dr. Schwarz und Dr. Martin, Zugriff oder Im Visier der Zielfahnder, in der er den Hauptkommissar Silvio Kreutzer spielte.
Im Kino war Ricciarelli unter anderem 1996 in einer kleineren Rolle in Rossini – oder die mörderische Frage, wer mit wem schlief zu sehen. 2000 gründete er mit Sabine Lamby die Naked Eye Filmproduction in München, deren Geschäftsführer er ist. Neben der Tätigkeit als Produzent von Filmen wie Fremder Freund (mit Antonio Wannek und Mavie Hörbiger, 2003) war er auch selbst als Regisseur aktiv. Sein Kurzfilm Vincent erhielt 2005 einen Goldenen Spatz und wurde 2006 für den Europäischen Filmpreis nominiert. 
2014 übernahm er beim Filmdrama Im Labyrinth des Schweigens erstmals eine Spielfilmregie. Der Film wurde im August 2015 als deutscher Kandidat für eine Oscar-Nominierung in der Kategorie Bester fremdsprachiger Film benannt.
Daneben ist Ricciarelli immer wieder in verschiedenen Rollen im Fernsehen präsent.

## Privatleben
Ricciarelli lebt in Berlin und München. Er war seit 2009 mit der Schauspielerin Lisa Martinek († 2019) verheiratet.

## Filmografie (Auswahl)

### Als Schauspieler
- 1997: Rossini – oder die mörderische Frage, wer mit wem schlief
- 1998–1999: Zugriff (Fernsehserie, 14 Folgen)
- 2003: Fremder Freund
- 2006: Der Traum ihres Lebens (Fernsehfilm)
- 2006: Robin Pilcher – Jenseits des Ozeans
- 2008: Ein Ferienhaus auf Ibiza (Fernsehfilm)
- 2009: Waffenstillstand
- 2013: Die Rosenheim-Cops – Wer zweimal stirbt, ist wirklich tot (Fernsehserie, 1 Episode)
- 2013: Mein Mann, ein Mörder (Fernsehfilm)

### Als Regisseur
- 2004: Vincent (Kurzfilm)
- 2008: Love It Like It Is (Kurzfilm)
- 2009: Lights (Kurzfilm)
- 2010: Ampelmann (Kurzfilm)
- 2014: Im Labyrinth des Schweigens